# 赛义德·加尼
赛义德·加尼（1972年11月8日—）是一名巴基斯坦政治家，巴基斯坦人民黨籍。目前担任信德省劳工、信息和人力资源部部长。  自2018年8月以来，他一直是信德省议会的成员。此前，他于2017年7月至2018年5月担任信德省议会议员和巴基斯坦参议院议员。

## 政治生涯
他在2012年巴基斯坦参议院选举中作为巴基斯坦人民党（PPP）候选人当选巴基斯坦参议院議員。2017年7月，他辞去参议院职务，竞选信德省議會議員。
在2017年7月举行的补选中，他从PS-114选区当选为信德省议会人民党候选人。
在2018年巴基斯坦大选中，他从PS-104选区再次当选为信德省议会的人民党候选人。
8月19日，他被任命为信德省首席部长賽義德·穆拉德·阿里·沙内阁成员，并被任命为信德省地方政府部长，负责公共卫生工程和农村发展以及教育和掃盲部部長。
2019年8月5日，他被任命为信德省劳工、信息和档案部部长。
他被任命为信德省教育、扫盲和人力资源部部长，接替赛义德·萨达尔·阿里·沙阿担任教育部长，因为赛义德·穆拉德·阿里·沙阿于2020年2月3日改组了信德省内阁。
2020年3月23日，他的新冠肺炎結果呈阳性，後來轉陰。
2021年8月5日，他再次被任命为信德省新闻部长，后来由赛义德·萨达尔·阿里·沙阿接替担任教育部长。